# スポーツ産業
スポーツ産業 (スポーツさんぎょう、英: Sport Industry) は、スポーツに焦点を当てた活動、経験、または企業の生産、促進、促進、または組織化に関与する産業。スポーツビジネスとも呼ばれる。
スポーツそのものが様々な有形・無形の機能を有しており、人々のスポーツに関する需要を満たすべく既存の産業分類にとらわれない多様な産業群から構成される、産業としての概念である。

## プロスポーツ
スポーツに関連する最も主要な産業は、スポーツ界の他のほとんどの産業が中心となっているプロリーグである。アメリカの4大プロスポーツ（アメリカンフットボール、バスケットボール、アイスホッケー、野球）のほとんどのプレーヤーは、アメリカでもトップの稼ぎ手の一部となっている。
| 名前 | 純資産    |
| ---- | --------- |
| NFL  | 748億ドル |
| NBA  | 495億ドル |
| NHL  | 184億ドル |
| MLB  | 494億ドル |
| MLS  | 43億ドル  |

## スポーツアパレル
スポーツアパレルには、ファンベースのジャージから実際のウエア・道具まで、さまざまなスポーツを楽しむためのさまざまな衣料品が含まれる。これらの製品を多数提供しているオンラインおよび対面を含む多くの小売業者が存在する。これらの企業の多くには、彼らを支持するプロのアスリートがいて、ファンとバイヤーを同様に確保している。
| 名前             | 純資産    |
| ---------------- | --------- |
| ナイキ           | 159億ドル |
| アディダス       | 69億ドル  |
| アンダーアーマー | 35億ドル  |
| リーボック       | 12億ドル  |

## スポーツツーリズム
スポーツはしばしば、世界中から人が集まる巨大なアリーナやスタジアムで行われることがある。人々は自分の好きなチームのプレーを見るために世界中を飛び回り、チームが最高のシーズンを過ごしていなくても、いくつかのアリーナやスタジアムがファンをそこに導く。これらのアリーナやスタジアムの建設や改修は、音楽イベントなどの他の目的にも使用されることが多いため、それ自体も巨大なビジネスである。選手自身の輸送もまた重要なビジネスである。なぜなら、プレーヤーを安全に保ち、時間通りに必要な場所にプレーヤーを連れて行くのは面倒な場合があるためである。
例
- スポーツ関連の企業旅行
- チームとスポーツイベントのパートとしての旅行
- アドベンチャーとスポーツファンタジー旅行
- レクリエーション輸送
- スポーツイベント旅行
- フーバー、ハント＆ニコルズ（ビルドアリーナ）
- 観戦スポーツの収益
- スタジアム建設
- スポーツスポンサー費用

## スポーツサプリメントとスポーツ医学
世界中のアスリートは、可能な限りの方法で競争で優位に立つように努めています。時が経つにつれて、企業はこれらのアスリートがより強く、より強く、より長くトレーニングできるようにするサプリメントを開発してきた。これらのサプリメントを適切なトレーニングと食事療法と組み合わせると、あらゆるレベルの競技であらゆるアスリートの全体的な結果を改善させる。
サプリメントはスポーツトレーニングに関するものになるが、アスリートの怪我や体調不良への対処としてはスポーツ医学というものが存在する。怪我がアスリートに大きな打撃を与えるとき、その回復のために専門的な知識を持った医療従事者の存在が彼らの回復を助けることになる。
例
- ゲータレード
- パワーエイド
- 乳清タンパク質
- クレアチン
- 理学療法

## スポーツ関連グッズ
スポーツに関連したグッズとしては、サイン入りの衣類からトレーディングカード、さらにはチームや選手に関連したぬいぐるみやアクセサリーなどさまざまな形態を取る。ファンは、お気に入りのアスリートがかつて使用またはサインしたものを所有することに大きな誇りを持っており、このようなアイテムを販売している専門ショップにはたくさんのグッズが並べられている。これらのショップの多くは、ファンがお気に入りのプレーヤーに会うためのイベントを主催することもある。

## スポーツマーケティング
TheFuture.orgが発行したレポート「TheFuture of Sports」によると、スポーツマーケティングは、ソーシャルメディアで刺激されたテクノロジーの変化に大きく影響されている。スポーツクラブ、フランチャイズ、プロのアスリートは、SNSなどを活用して、マーケティング活動を強化し、ファンと交流することで、スポーツマーケティングの経済学に影響を与える。モバイルゲーム、デジタルビデオコンテンツ、リーグ映像を使用したファン獲得のためのコンテンツ、その他のスポーツをテーマにしたデジタルメディアが増加傾向にある。デジタル形式のスポーツマーケティングは、クラブから小売業者まで、主要なスポーツブランドのいたるところに存在する。1990年と比較して、スポーツマーケティングは静的からデジタルに変化しただけでなく、経済的影響の観点からも指数関数的に成長している。ほぼリアルタイムで統計を使用できるようになったことが、スポーツギャンブル業界のスポーツマーケティングにも影響を与えた。
| 年     | 米国のスポーツ産業全体の推定規模 | 世界のスポーツ産業の推定規模 | 米国のスポーツ広告のための年間企業支出 |
| ------ | -------------------------------- | ---------------------------- | -------------------------------------- |
| 2017年 | 5,199億                          | 1.3兆                        | 377億                                  |